# 가노정 (야마구치현)
가노정(鹿野町)은 야마구치현 동부 쓰노군에 있던 정이다. 쓰노군에서는 끝까지 남아있던 정이기도 했다.
2003년 4월 21일에 도쿠야마시, 신난요시, 구마게정과 합병해 새로운 슈난시가 되어 소멸하였다.

## 지리
야마구치현의 중부, 산간부에 위치하여 옛 아토정이나 니시키정과 함께 현내에서는 동계 적설이 많은 지역이기도 하다.

## 역사
- 1889년 4월 1일 - 정촌제 시행에 의해 가노촌이 성립하였다.
- 1940년 11월 3일 - 정으로 승격해 가노정이 되었다.
- 1955년 7월 20일 - 쓰노군 스가네촌의 일부를 편입하였다.
- 1955년 11월 1일 - 사바군 도쿠치정의 일부를 편입하였다.
- 2003년 4월 21일 - 도쿠야마시, 신난요시, 구마게정과 합병해 슈난시가 되었다. 동일 가노정은 폐지되었다.

## 교통

### 도로
- 주고쿠 자동차도
- 국도 제315호선 (일본)(일본어판)
- 국도 제376호선 (일본)(일본어판)
- 국도 제434호선 (일본)(일본어판)